# Charles Matthews

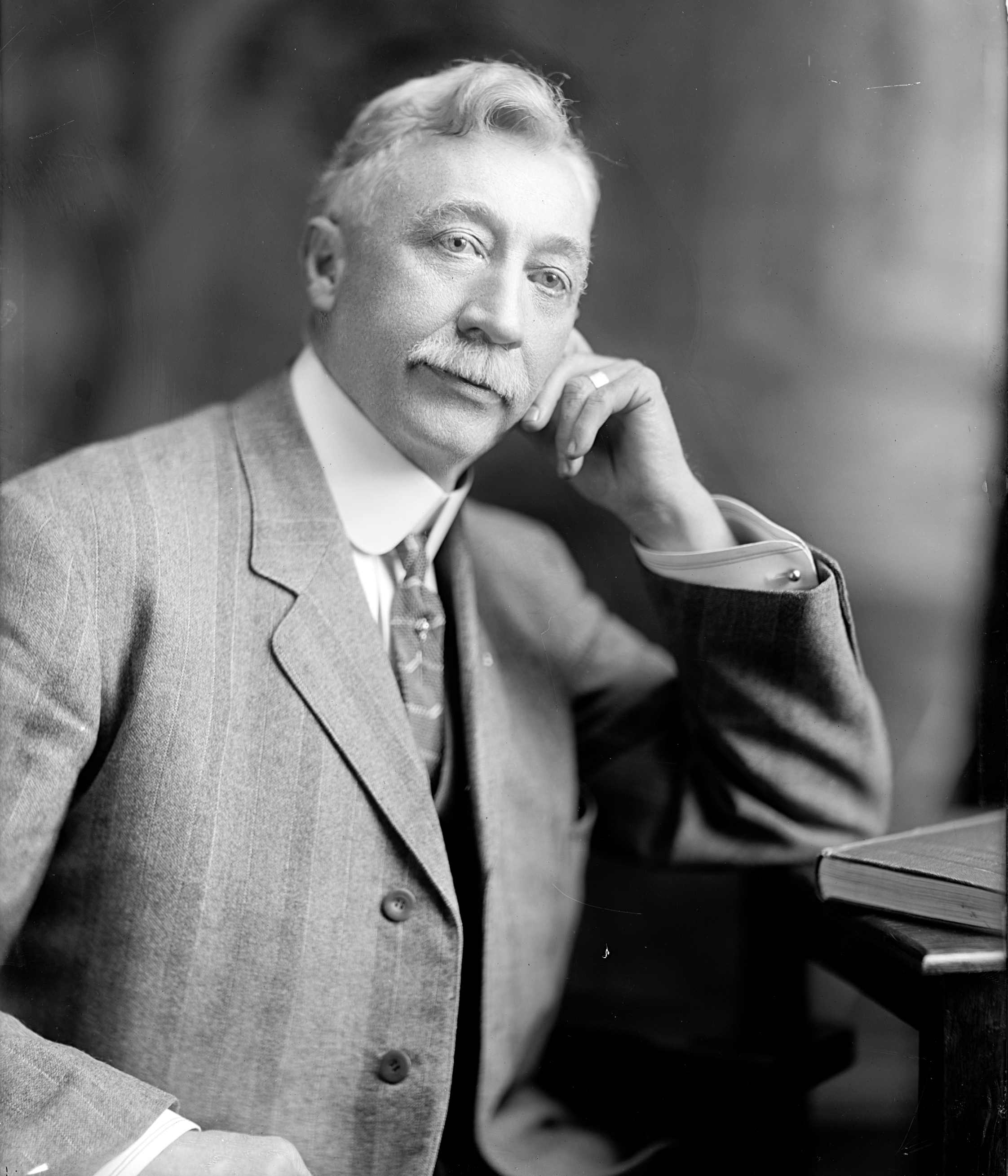
Charles Matthews

Charles Matthews (* 15. Oktober 1856 in New Castle, Lawrence County, Pennsylvania; † 12. Dezember 1932 ebenda) war ein US-amerikanischer Politiker. Zwischen 1911 und 1913 vertrat er den Bundesstaat Pennsylvania im US-Repräsentantenhaus.

## Werdegang
Charles Matthews besuchte bis zu seinem 14. Lebensjahr die öffentlichen Schulen seiner Heimat. Danach arbeitete er in Walzwerken. Gleichzeitig besuchte er Abendschulen. Später war er im Handwerk und im Bankgewerbe tätig. Gleichzeitig schlug er als Mitglied der Republikanischen Partei eine politische Laufbahn ein. Im Jahr 1886 nahm er als Delegierter am regionalen Parteitag der Republikaner für Pennsylvania teil. Von 1887 bis 1893 saß er im Stadtrat von New Castle; in den Jahren 1897 bis 1900 fungierte er als Sheriff im dortigen Lawrence County.
Bei den Kongresswahlen des Jahres 1910 wurde Matthews im 24. Wahlbezirk von Pennsylvania in das US-Repräsentantenhaus in Washington, D.C. gewählt, wo er am 4. März 1911 die Nachfolge des zwischenzeitlich zurückgetretenen John Tener antrat. Da er im Jahr 1912 nicht bestätigt wurde, konnte er bis zum 3. März 1913 nur eine Legislaturperiode im Kongress absolvieren.
Nach dem Ende seiner Zeit im US-Repräsentantenhaus arbeitete Matthews wieder im Bankgewerbe. Im Juni 1916 war er Delegierter zur Republican National Convention in Chicago. Zwischen dem 26. November 1924 und dem 2. Januar 1928 amtierte er als Bezirksvorsteher (County Commissioner) im Lawrence County. Charles Matthews starb am 12. Dezember 1932 in New Castle, wo er auch beigesetzt wurde.